# Clement Comer Clay
Clement Comer Clay (Halifax County, 17 December 1789 – Huntsville, 6 september 1866) was een Amerikaanse politicus. Hij werd in 1835 verkozen als de 8e gouverneur van Alabama wat hij bleef tot 1837. Ook was hij een lid van het Huis van Afgevaardigden en van de Senaat. Hij was lid van de Democratische Partij.

## Levensloop
Clay werd geboren in Halifax County als de zoon van een plantagehouder. Rond zijn zesde verhuisde zijn familie naar Grainger County in Tennessee, daar ging hij naar Blount College (nu de Universiteit van Tennessee). Hij begon een eigen advocatenkantoor in het nieuwe Huntsville, en nam deel aan de Creek oorlog (1813-1814) als private onder leiding van toekomstig president Andrew Jackson, en werd gepromoot tot adjudant. 
Na de oorlog wist hij zichzelf al snel te verbinden met de rijke zakenmannen in het Broad River gebied van Georgia, zij hadden namelijk veel macht over de economie van Huntsville. Zo wist hij aandelen en de positie van bestuurder van de Hunstville Bank te bemachtigen, dit zorgde er ook voor dat hij lid van de Territorial Legislature van Alabama kon worden in 1818. Hij werd aangewezen als president van een comité dat in 1819 de grondwet van Alabama moest herzien, deze herziening zorgde ervoor dat Alabama een officiële staat werd. Later werd hij verkozen tot de eerste Chief Justice van het hooggerechtshof van Alabama.
In 1823 trok hij zich terug uit het hooggerechtshof om als advocaat verder te gaan. Dit duurde echter niet lang want in 1825 besloot hij zichzelf kandidaat te stellen voor het Huis van Afgevaardigden, maar hij leed echter een enorm verlies doordat zijn associatie met rijke bankiers hem een slecht imago opleverde onder armere kiezers, om deze reden besloot hij zichzelf een opener imago aan te meten. Na een mislukte senaatsrace tegen John McKinley wist hij als nog een zegen in het Huis van Afgevaardigden van Alabama te behalen in 1827. Van 1829 tot 1835 was hij lid van het Amerikaanse Huis van Afgevaardigden. 
In 1835 werd hij door de Democraten genomineerd om kandidaat te zijn in de gouverneursverkiezingen, waarin hij zijn tegenstander, die lid was van de Whig Party, versloeg. Een van de eerste dingen die hij als gouverneur deed was eisen dat Noordelijken die abolitionistische pamfletten naar het Zuiden hadden gestuurd gestraft werden, ook wilde hij wetten tegen insurrecties van slaven uitbreiden. 
Zijn termijn als gouverneur is nu vooral bekend door zijn acties in de Creek oorlog van 1836, waarin hij persoonlijk het bevel over de militie van Alabama nam. Na deze oorlog stond hij erop dat de federale regering alle Creek Indianen en hun bondgenoten zou verwijderen uit Alabama, ook al waren de meeste Creek Indianen tegen de oorlog geweest. De overheid gehoorzaamde en transporteerde de meeste Indianen naar Oklahoma.
Door de Paniek van 1837 nam Clay enkele maatregelen, en in datzelfde jaar gaf hij zijn positie als gouverneur op om verder te gaan in de Senaat van de Verenigde Staten waar hij het beleid uit zijn tijd als gouverneur veelal probeerde door te zetten. In 1841 stopte hij met zijn baan als senator en werd hij door latere gouverneurs gevraagd om enkele taken uit te voeren.
Hij stopte later met de politiek en had een hand in het ontwikkelen van de spoorlijn tussen Memphis en Charleston. Tijdens de Amerikaanse Burgeroorlog werd hij gearresteerd en werden zijn bezittingen in beslag genomen. Zijn tijd in de gevangenis zorgde ervoor dat zijn gezondheid verslechterde waardoor hij uiteindelijk op 6 september 1866 stierf.